# キャンディーボックス
株式会社キャンディーボックス（英: studioCANDYBOX Co., Ltd.）は、日本のアニメ制作会社。「studio CANDY BOX」（スタジオキャンディーボックス）とも表記される。

## 略歴
2012年12月、スタジオぴえろ出身で「ワンパンマン」や「進撃の巨人」などの作品に携わったアニメーターの朱暁により設立。

## 作品履歴

### テレビアニメ
| 開始年 | 放送期間  | タイトル                               | 監督     | アニメーション プロデューサー | 原作       | 備考                                                       |
| ------ | --------- | -------------------------------------- | -------- | ----------------------------- | ---------- | ---------------------------------------------------------- |
| 2020年 | 1月 - 5月 | ブレーカーズ                           | 渡邉祐記 | 稲垣亮祐                      | オリジナル | 第15話                                                     |
| 2021年 | 1月 - 3月 | アズールレーン びそくぜんしんっ！      | 神保昌登 | N/A                           | 漫画       | 共同制作：Yostar Pictures 制作協力：横浜アニメーションラボ |
| 2024年 | 4月 - 6月 | ブルーアーカイブ The Animation         | 山岸大悟 | 婁瑩                          | ゲーム     | 共同制作：Yostar Pictures                                  |
| 未公表 | 未公表    | アズールレーン びそくぜんしんっ!にっ!! | 牧俊治   | 未公表                        | 漫画       |                                                            |
| 未公表 | 未公表    | Garena Free Fire（仮題）               | 高橋賢   | 未公表                        | ゲーム     |                                                            |

### 制作協力
テレビアニメ
- 名探偵コナン
- 戦勇
- マギ
- ソードアート・オンライン
- ナルト－疾風伝
- ペルソナ
- ノラガミ
- キルラキル
- 進撃の巨人
- たまゆら
- 夜桜四重奏
- JOJOの奇妙な冒険2
- 僕らはみんな河合荘
- ベイビーステップ
- ダイヤのA
- ハイキュー！
- 銀の匙
- 金田一少年の事件簿
- JOJOの奇妙な冒険3
- ソウルイーターノット
- アカメが斬る
- あの夏で待ってる
- 黒執事Ⅲ
- 黒子のバスケ3
- 神撃のバハムード
- 東京喰種
- 血界戦線
- 寄生獣
- 暁のヨナ
- ナルト－疾風伝
- ソードアート・オンラインⅢ
- ドラえもん
- 名探偵コナン
- 下ネタという概念が存在しない退屈な世界
- ユリ熊嵐
- 血界戦線
- 弱虫ペダル
- ナルト－疾風伝
- デュラララ2
- 純潔のマリア
- 黒子のバスケ
- 終わりのセラフ
- 食戟のソーマ
- デス・パレード
- ワンパンマン
- ノラガミ2
- 赤髪の白雪姫
- 甲鉄城のカバネリ
- 文豪ストレイドッグス
- コンクリート・レボルティオ 超人幻想
- 逆転裁判
- クラシカロイド
- アイカツ！スターズ
- 僕のヒーローアカデミア
- モブサイコ100
- オカルティック ナイン
- 進撃の巨人2
- 青の祓魔師 京都不浄王編
- 僕のヒーローアカデミア
- 信長の忍び
- BOLUTO-火影新時代-
- NARUTO -ナルト-
- エロマンガ先生
- 弱虫ペダル
- BanG Dream!
- Classica Loid
- ゴルゴ13
- 進撃の巨人
- コードギアス 反逆のルルーシュ
- A.I.C.O
- 甲鉄城のカバネリ
- アイカツ スターズ！
- パズル＆ドラゴンズ
- 刀剣乱舞-ONLINE-
- 曇天に笑う
- 宇宙戦艦ヤマト
- DEVILMAN crybaby
- 血界戦線
- 魔法使いの嫁
- ブラッククローバー
- クジラの子らは砂上に歌う
- ラブライブ！
- MegaloBox
- 銀河英雄伝説
- ダーリン・イン・ザ・フランキス
- ブラッククローバー
- 約束のネバーランド
- 進撃の巨人
- 僕のヒーローアカデミア
- 賭けグルイ
- どろろ
- ヤマト2202
- モブサイコ100 II
- DOUBLE DECKER! ダグ＆キリル
- BORUTO-ボルト- -NARUTO NEXT GENERATIONS
- BANANA　FISH
- とある魔術の禁書目録III
- はるかなレシーブ
- レイトンミステリー探偵社
- 逆転裁判
- パズドラX
- すのはらそうの管理人
- ファイトリーグ
- ラストピリオド
- 刻々
- Butlers～千年百年物語～
- オーバーロード
- 川柳少女
- BREAKERS　競泳編
- 進撃の巨人3
- ヴィンランドサガ
- 映像研に手を出すな！
- 文豪ストレイドッグス 3
- 僕のヒーローアカデミア 4期
- Fate/Grand Order -絶対魔獣戦線バビロニア-
- 炎炎の消防隊
- とある科学の超電磁砲T
- DOUBLE DECKER! ダグ＆キリル
- からかい上手の高木さん2
- ダンジョンに出会いを求めるのは間違っているだろうか　2期
- 群れなせ！シートン学園
- 22/7
- ちはやふる3
- バキ2
- ダイヤのA
- 宝石商リチャード氏の謎鑑定
- Bee and Puppycat
- ダンベル何キロ持てる？
- 理系が恋に落ちたので証明してみた
- 妖怪ウォッチ
- 星合の空
- 恋する小惑星
- 彼方のアストラ
- スタンドマイヒーローズ
- プランダラ
- 白猫プロジェクト
- プリンセスコネクト！Re:Dive
- 波よ聞いてくれ

劇場アニメ
- リトルウィッチ アカデミア
- サカサマのパテマ
- 仏陀2
- 黒の梄
- ガンダムUC
- ポケモン・ザ・ムービー XY（破壊の繭とディアンシー）
- ナルト-The Last-
- アイカツ！
- コートギアス亡国のアキト
- ヤマト2199
- 攻殻機動隊ARISE
- 君の名は。
- リトル ウィッチ アカデミア
- BUDDHA2 手冢治虫のブッダ－终わりなき旅－
- 劇場版 弱虫ペダル
- Selector infected WIXOSS
- FAIRY TAIL  <フェアリーテイル>
- KING OF PRISM
- Fate/kaleid liner プリズマ☆イリヤ ドライ3rei!!
- ルパン三世
- NARUTO -ナルト- 疾風伝
- NARUTO -ナルト- 疾風伝　ザロストタワー
- BLEACH Fade to Black ，君の名を呼ぶ
- 青の祓魔師 ―劇場版―
- 鬼神伝
- コードギアス 反逆のルルーシュ　劇場版
- 劇場版　銀魂
- サカサマのパテマ
- 僕のヒーローアカデミア THE MOVIE 2人の英雄
- 曇天に笑う
- コードギアス新劇場
- 劇場版シティーハンター
- えいがのおそ松さん
- 劇場版 夏目友人帳 ～うつせみに結ぶ～
- 天気の子
- 君と、波に乗れたら
- 僕のヒーローアカデミア　THE　MOVIE：RISING
- 甲鉄城のカバネリ　海門決戦
- ガールズパンツァー
- 空の青さを知る人よ
- この素晴らしい世界に祝福を 紅伝説
- フラグタイム
- JOURNEY

### その他
- 侍霊演武:将星乱（企画、2016年）
- 神都夜行録（PVアニメーション制作、2018年）